# Ted Stevens
Ted Stevens (Indianapolis, 1923. november 18. – Dillingham, 2010. augusztus 9.) az Amerikai Egyesült Államok szenátora (Alaszka, 1968–2009).